# Saint-Georges-de-Champlain
Pour les articles homonymes, voir Saint-Georges.
Saint-Georges est une ancienne ville du Québec (Canada) située en Mauricie le long de la rivière Saint-Maurice. Créée sous le nom de Village Turcotte en 1915, elle fait désormais partie intégrante de la nouvelle ville de Shawinigan depuis les fusions de 2002. Elle est nommée en l'honneur de Georges de Lydda.

## Chronologie
- 1915 : Création de la ville sous le nom de Turcotte[2]
- 1919 : Changement du nom pour Saint-Georges[2]
- 2002 : Fusion avec la ville de Shawinigan[2]